# Montespertoli
Montespertoli é uma comuna italiana da região da Toscana, província de Florença, com cerca de 13 480 habitantes. Estende-se por uma área de 125 km², tendo uma densidade populacional de 108 hab/km². Faz fronteira com Barberino Val d'Elsa, Castelfiorentino, Certaldo, Empoli, Lastra a Signa, Montelupo Fiorentino, San Casciano in Val di Pesa, Scandicci, Tavarnelle Val di Pesa.

## Demografia
| Variação demográfica do município entre 1861 e 2011                               |
|                                                                                   |
| Fonte: Istituto Nazionale di Statistica (ISTAT) - Elaboração gráfica da Wikipedia |